# Земля блуждающих душ
«Земля́ блужда́ющих душ» (фр. La terre des âmes errantes) — камбоджийско-французский документальный фильм режиссёра Ритхи Паня. Премьера фильма состоялась 19 августа 2000 года на международном кинофестивале в Эдинбурге.

## Сюжет
В 1989 году между Таиландом и Вьетнамом начинается прокладка оптоволоконного кабеля. Траншея проходит через всю территорию Камбоджи. В одной из деревень рабочие обнаруживают одно из т. н. «полей смерти» — массовое захоронение жертв полпотовского геноцида 1975—1979 гг.

## Награды
- Телефестиваль в Банфе — Лучший общественно-политический документальный фильм
- Международный кинофестиваль в Сан-Франциско
- Международный кинофестиваль в Ванкувере — Лучший документальный фильм
- Международный фестиваль документального кино Ямагата